# Программа ООН по окружающей среде
Программа ООН по окружающей среде, или ЮНЕП (англ. UNEP, United Nations Environment Programme), — созданная в рамках системы ООН программа, способствующая координации охраны природы на общесистемном уровне. Программа учреждена на основе резолюции Генеральной Ассамблеи ООН № 2997 от 15 декабря 1972 года (A/RES/2997(XXVII)). Основной целью ЮНЕП является организация и проведение мер, направленных на защиту и улучшение окружающей среды на благо нынешнего и будущих поколений. Девиз Программы — «Окружающая среда в интересах развития».
Штаб-квартира ЮНЕП находится в Найроби, Кении. Также у ЮНЕП есть шесть крупных региональных офисов и офисы в различных странах.
ЮНЕП несёт ответственность за разрешение всех связанных с экологией вопросов на глобальном и региональном уровне.
Деятельность ЮНЕП включает в себя различные проекты в области атмосферы Земли, морских и наземных экосистем. Также ЮНЕП играет значительную роль в развитии международных конвенций в области экологии и охраны окружающей среды. ЮНЕП часто сотрудничает с государствами и неправительственными международными организациями. Также ЮНЕП часто спонсирует и содействует имплементации связанных с экологией проектов.
В сферу деятельности ЮНЕП также входит разработка рекомендаций и международных договоров по таким вопросам, как потенциально опасные химикаты, трансграничное загрязнение воздуха и загрязнение международных судоходных русел.
Всемирная метеорологическая организация совместно с ЮНЕП основали Межправительственную группу экспертов по изменению климата (IPCC) в 1988 году. ЮНЕП является также одним из соучредителей Глобального Экологического Фонда (GEF).
Под эгидой ЮНЕП ежегодно отмечается Всемирный день окружающей среды.

## Структура
Управляющий Совет ЮНЕП состоял до 2012 из 58 государств, выбираемых на четырехгодичный срок. Места в Совете распределяются по географическому признаку. Роль Управляющего Совета состоит в определении основных направлений работы для различных экологических программ ООН и распространении идей сотрудничества по поводу вопросов окружающей среды среди государств, входящих в ООН.
Секретариат ЮНЕП состоит из 890 сотрудников, примерно 500 из которых приезжают по контракту из других стран. Секретариат курирует имплементацию различной политики и программ ЮНЕП. Также Секретариат занимается распределением бюджета, размер которого достигает почти 105 миллионов американских долларов и фактически полностью состоит из взносов входящих в ЮНЕП государств.
Работа ЮНЕП ведётся в следующих семи направлениях:
- Раннее предупреждение и оценка конфликтов
- Имплементация экологической политики
- Технология, производство и экономика
- Региональное сотрудничество
- Экологическое право и конвенции
- Защита окружающей среды на глобальном уровне
- Коммуникации и общественная информация

## Исполнительный директор
Сейчас исполнительным директором ЮНЕП является Ингер Андерсен (Дания), сменившая на посту предыдущего директора в 2019. Доктор Топфер оставался на посту Директора 2 срока подряд, начиная с февраля 1998 года.
15 марта 2006 года бывший Генеральный Секретарь ООН Кофи Аннан назначил Ахим Штайнера, бывшего Генерального Директора Всемирного союза охраны природы на пост Исполнительного Директора ЮНЕП. Днём позже, Генеральная Ассамблея ООН утвердила предложение Аннана и назначила Штайнера на должность Генерального Директора. Назначение вызвало неоднозначную реакцию в связи с конфликтом интересов, после того как стал известен факт, что Штайнер был главным судьей в жюри, присудившем Ананну приз в 500 000 долларов. Лондонская газета сообщила, что это назначение «поставило новые вопросы по поводу стандартов, которые необходимо применять к высшим официальным лицам ООН с целью избежать конфликта интересов».
Позицию Генерального Директора в течение 17 лет подряд (с 1975 по 1992 год) занимал Доктор Мостафа Камал Толба, которому удалось вынести вопросы экологии и охраны окружающей среды на всеобщее обсуждение и добиться успехов в этой области. При данном директоре, ЮНЕП добилась наибольшего успеха, заключив в 1987 году Монреальский протокол, направленный на защиту озонового слоя.
В декабре 1972 года, Генеральная Ассамблея ООН единогласно проголосовала за назначение Мориса Стронга в качестве главы ЮНЕП. Он также исполнял функции Генерального Секретаря Конференции ООН по Окружающей Среде, состоявшейся в 1972 году и открывшей международное движение в защиту окружающей среды, а также на Саммите Земли в 1992 году. Стронг имеет большое влияние во многих сферах экологии направленных на развитие глобального движения в защиту экологии.

## Международные Годы ЮНЕП
2007 год (продлён на 2008 год) был объявлен Международным Годом дельфина Организацией Объединённых Наций и Программой ООН по окружающей среде.
Конвенция по Сохранению Мигрирующих Видов ООН, в сотрудничестве с её специализированными соглашениями по сохранению дельфинов ACCOBAMS и ASCOBANS, а также Обществом сохранения китов и дельфинов предложили сделать 2007 год «Годом дельфина».
Официальный покровитель Года дельфина — это князь Монако Альбер II, который официально открыл его 17 сентября 2006 года. Также в качестве посла по особым поручениям выступает певец и участник группы The Backstreet Boys Ник Картер.
- 2009 — Международный год природных волокон (резолюция ООН 61/189).
- 2010 — Международный год биоразнообразия (резолюция ООН 61/203).

## Отчёты
ЮНЕП публикует большое количество докладов, отчётов и информационных бюллетеней. Например, четвёртая Глобальная Экологическая Инициатива (ГЭИ-4) является хорошим примером отчёта по экологии, развитию и человеческому благополучию и предоставляет аналитический материал и информацию для политиков и всей заинтересованной публики. Одна из основных идей ГЭИ-4 — предостеречь человечество о том, что оно «живёт не по средствам». Отчёт отмечает, что человечество настолько велико, что объём ресурсов, необходимых для выживания, превышает количество доступных. Экологический императив (или количество земли, необходимой для обеспечения продуктами одного человека) составляет 21,9 гектара, в то время как биологические возможности Земли составляют в среднем 15,7 гектара на человека.

## Реформирование ЮНЕП
После публикации четвёртого доклада Межправительственной группы экспертов по изменению климата в феврале 2007 года, «Парижский призыв к действию» зачитанный французским экс-президентом Жаком Шираком, который поддержали ещё 46 стран, призвал к замене ЮНЕП на более эффективную организацию с усиленным контролем Экологическая Организация Объединённых Наций (UNEO), которая должна быть развита на основе Всемирной организации здравоохранения. Среди 46 поддерживающих стран были страны Европейского союза, но не было США, России, Саудовской Аравии и Китая, стран выбрасывающих максимальное количество тепличных газов.

## Известные международные проекты
ЮНЕП спонсирует программы развития солнечной энергии, делая значительные скидки на приобретение солнечных панелей, тем самым значительно снижая цену для потребителей и увеличивая количество желающих приобрести эти панели. Самый известный пример такого проекта — проводившаяся в Индии программа займов на приобретение солнечных панелей, которая помогла 100000 человек. Успех этой программы привёл к проведению подобных проектов в других развивающихся странах — Тунисе, Марокко, Индонезии и Мексике.
ЮНЕП также спонсирует проект по охране болотистых местностей на Ближнем Востоке. В 2001 году специалисты ЮНЕП провели кампанию по защите болотистых местностей, опубликовав фотографии со спутника, показывающие что 90 процентов болотистых местностей уже были уничтожены. Программа ЮНЕП «поддержка экологического управления в болотистых местностях Ирака» стартовала в 2004 году с целью экологически качественного управления болотистой областью.

## Таяние ледников
Ледники тают с рекордной скоростью и многие из них могут исчезнуть уже через несколько десятилетий, согласно заявлению ЮНЕП от 16 марта 2008 года. Согласно проведённым исследованиям 30 различных ледников, было обнаружено, что сокращение ледников было максимальным в 2006 году. Согласно последней доступной информации, ледники сократились в среднем на 4,9 фута за 2006 год. Самое значительное уменьшение было зафиксировано на леднике Брейдалбликкбреа в 2006 и составило 10,2 фута за 2006 год. Ранее (с 1980 по 1999) ледники сокращались в среднем на фут в год, но с началом нового тысячелетия сокращение увеличилось в среднем на 20 дюймов в год.